# Jean Richard (théologien)
Pour les articles homonymes, voir Richard et Jean Richard.
Jean Richard, né le 10 août 1933, est un théologien catholique québécois, professeur émérite de l'Université Laval.

## Biographie
Jean Richard obtient une maîtrise en théologie (1959) et un doctorat en théologie (1961) à l'université Angelicum à Rome, puis une licence en philosophie de l'Université Laval (1964). Il fait sa carrière d'enseignant à l'Université Laval de 1964 jusqu'à sa retraite académique en 1999.
Il s'intéresse, au début de sa carrière, à la théologie thomiste. Il est notamment connu par son intérêt pour Paul Tillich ainsi que pour la toute-puissance de Dieu. Il co-édite, en français, les œuvres de Paul Tillich.

## Honneurs
- 1989 - Doctorat honoris causa de l'Institut protestant de théologie de Montpellier[2]
- 2020 - Doctorat honorifique de l'Université de Sherbrooke[1]